# Phrynium villosulum
Phrynium villosulum là một loài thực vật có hoa trong họ Marantaceae. Loài này được Miq. miêu tả khoa học đầu tiên năm 1861.